# Alter Kämpfer
Alter Kämpfer (w lm. Alte Kämpfer, niem. "stary wiarus", w lm.: "stara gwardia", "starzy bojownicy") – termin określający najwcześniejszych członków partii NSDAP (Politischer Leiterów), którzy składając przysięgę Hitlerowi, dołączyli do partii przed wyborami do Reichstagu we wrześniu 1930. Alter Kämpferami byli m.in. żołnierze Reichswehry, którzy kontestowali postanowienia Traktatu Wersalskiego. Należeli do nich m.in.: Hermann Göring (as myśliwski Luftstreitkräfte) oraz Erich Ludendorff (jeden z czołowych dowódców armii niemieckiej w okresie I wojny światowej). Dla Alter Kämpferów partia nazistowska ustanowiła kilka odznaczeń:
- Odznaka Honorowej Krokwi dla Starej Gwardii – otrzymywał każdy "stary wiarus", który dołączył do partii, składając wcześniej dozgonną przysięgę Hitlerowi, przed 30 stycznia 1933; noszona w formie srebrnej naszywki (o kształcie litery V) na prawym rękawie, powyżej łokcia.
- Złota odznaka NSDAP – tylko pierwszych 100 000 członków partii otrzymało to odznaczenie.
- Order Krwi – przyznany najstarszym członkom partii, którzy uczestniczyli w Puczu monachijskim w 1923.

W odróżnieniu od starych bojowników, członków NSDAP, którzy ze względów oportunistycznych zaczęli wstępować do partii od marca 1933, a więc już po przejęciu przez Hitlera władzy w Niemczech, nazywano "Märzviole" – "fiołkami marcowymi".